# Olaf Duge

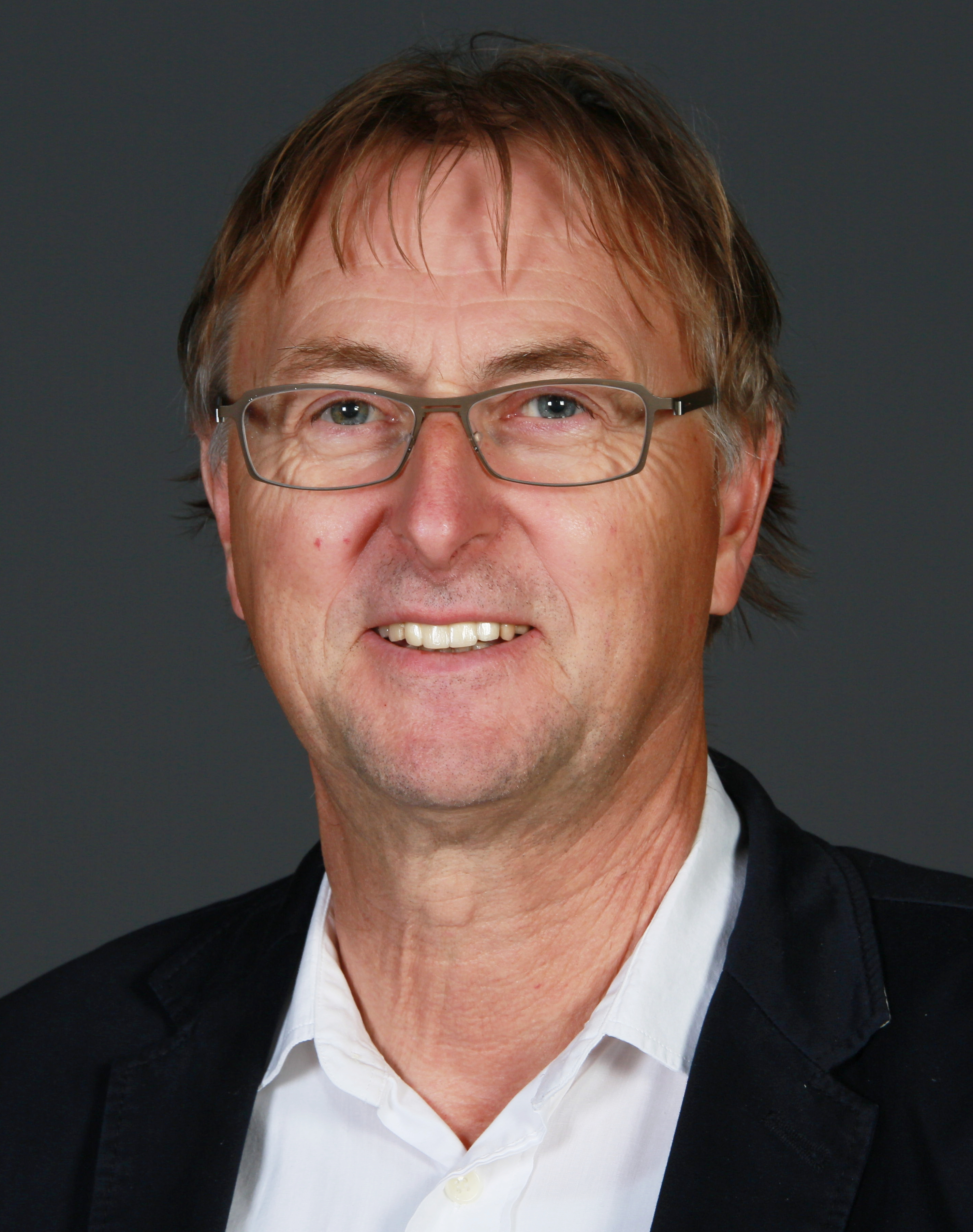
Olaf Duge (2018)

Olaf Duge (* 2. Mai 1952 in Hamburg) ist ein deutscher Politiker (Bündnis 90/Die Grünen Hamburg). 
Er war von 2011 bis 2025 Mitglied der Hamburgischen Bürgerschaft.

## Leben
Duge wuchs in den Hamburger Stadtteilen Eilbek und Langenhorn auf. Nach dem Abitur am Wirtschaftsgymnasium in der Schlankreye studierte er und machte einen Abschluss zum Diplom-Handelslehrer. Danach unterrichtete er an verschiedenen Schulen in Hamburg die Fächer Wirtschaft, Politik und Mathematik. Bis er zum Februar 2018 in den Ruhestand ging, war er an einer Berufsschule nahe dem Berliner Tor tätig.
Duge ist verheiratet, hat zwei Kinder und lebt in Hamburg-Bergstedt.

## Politik
Seit 1992 ist Duge Mitglied der damaligen Grün-Alternativen Liste Hamburg, dem heutigen Hamburger Landesverband der Partei Bündnis 90/Die Grünen. Bereits seit 1991 ist er Teil des Planungsausschusses des Bezirkes Wandsbek und seit 2001 Mitglied der Wandsbeker Bezirksversammlung. 2004 übernahm er dort den Posten des Fraktionsvorsitzenden. Bei der Bürgerschaftswahl in Hamburg 2008 trat er im Wahlkreis Wandsbek für die GAL an. Obwohl auf Wahlkreislistenplatz 1 stehend schaffte er aufgrund des in Hamburg geltenden Wahlrechts nicht den Einzug in die Hamburgische Bürgerschaft.
Bei der Bürgerschaftswahl 2011 gelang ihm der direkte Einzug in die Bürgerschaft. Duge war Sprecher der Grünen-Fraktion für Stadtentwicklung und Wohnen. Zudem war er Mitglied im Parlamentarischen Untersuchungsausschuss Elbphilharmonie. Er war Mitglied im Kommission für Bodenordnung sowie der Kommission für Stadtentwicklung sowie Mitglied im Plattdeutschrat der Hamburger Bürgerschaft.
Bei der Bürgerschaftswahl 2015 errang Duge ein Direktmandat in seinem Wahlkreis und zog somit erneut in die Bürgerschaft ein.
Nach der Bürgerschaftswahl 2020 erhielt er ein Mandat, da er für ein Senatsmitglied mit ruhendem Mandat nachrückte. Bei der Bürgerschaftswahl 2025 kandidierte er nicht erneut.